# Ernst Timaeus
Ernst Timaeus (* 26. September 1931 in Goslar; † 10. August 2007 in Essen) war ein deutscher Psychologe, der als Professor in Essen lehrte. Neben anderen Fragestellungen untersuchte er erstmals in Deutschland unbeabsichtigte Versuchsleitereinflüsse auf das Verhalten von Versuchspersonen in psychologischen Experimenten (Rosenthal-Effekt).

## Leben
Ernst Timaeus wurde in Goslar als Sohn des Glasermeisters Ernst Timaeus und dessen Ehefrau Hedwig, geb. Meinshausen, geboren. Er absolvierte nach der Mittelschule zunächst im väterlichen Betrieb 1949–1951 eine Ausbildung als Glaser und holte dann das Abitur nach. Timaeus studierte ab 1954 an der Georg-August-Universität Göttingen Psychologie, wo er 1958 das Diplom erwarb und 1961 bei Gustav Johannes von Allesch mit einer Untersuchung über die Wirkung von psychologischem Stress auf Intelligenzleistungen zum Dr. rer. nat. promovierte. 1958–1962 war Timaeus in Göttingen Wissenschaftliche Hilfskraft, 1960–1962 Assistent. 1962 wechselte Timaeus zur Universität zu Köln und arbeitete dort ab August 1962 als Assistent. Er wirkte mit am Aufbau des Instituts für Sozialpsychologie (Leitung: Hans Anger) und führte Lehrveranstaltungen und experimentelle Untersuchungen zur Sozialpsychologie durch. 1972 nahm Timaeus einen Ruf an die soeben begründete Gesamthochschule Essen (heute Universität Duisburg-Essen) an. In gleicher Zeit ergangene Rufe an die Johann Wolfgang Goethe-Universität Frankfurt am Main und an die Pädagogische Hochschule Berlin lehnte er ab.
Timaeus nahm an der Universität in Essen viele Funktionen wahr, förderte den Ausbau der Psychologie an der Hochschule, betreute Doktoranden und begleitete interdisziplinäre Forschungsprojekte, u. a. zu gesundheitsriskantem Verhalten.
Er wurde 1996 emeritiert und lehrte danach noch mehrere Jahre an der Hochschule.
Timaeus war in erster Ehe (1962) mit der früh verstorbenen Psychologin Susanne Timaeus-Wolf verheiratet, in zweiter Ehe (1983) mit der Malerin Johanna Timaeus, geb. Brandenstein.

## Forschung
Timaeus begann seine wissenschaftliche Laufbahn mit Arbeiten zum Rosenzweig PF Test, zu soziometrischen Untersuchungen (Soziometrie) und zu Stresswirkungen. In Köln führte er modifizierte Replikationen bekannter amerikanischer Experimente durch, so das Experiment zum konformen Verhalten nach Solomon E. Asch (Konformitätsexperiment von Asch) und zur verbalen Konditionierung nach Joel Greenspoon. Unter dem Eindruck der Experimente von Martin T. Orne und Robert Rosenthal entstand das Hauptforschungsgebiet von Timaeus: die Untersuchung von Versuchsleiter-Erwartungseffekten (Rosenthal-Effekt) – in Deutschland ein noch wenig bekanntes Forschungsgebiet. Hier wurde den studentischen Versuchsleitern ein zu erwartendes Ergebnis nahegelegt und dann beobachtet, in welcher Weise diese Erwartungen im verbalen und non-verbalen Verhalten des Versuchsleiters zum Ausdruck kamen und wie die Wirkungen auf das Verhalten der Versuchspersonen waren. Timaeus fand, dass Versuchsleiter in sehr verschiedener Weise ihre Erwartungshaltungen zum Ausdruck bringen. Zum Rosenthal-Effekt kommt es nur dann, wenn die Versuchspersonen die Signale des Versuchsleiters so zu verstehen, wie sie intendiert sind. Die Entschlüsselung muss nicht bewusst sein. Ein weiterer Bereich der Forschung war die Erfassung der Einstellungen von Versuchspersonen zum psychologischen Experiment. Zusammenfassend sind diese Arbeiten von Timaeus 1974 als Buch erschienen.
In weiteren Untersuchungen wurden Wirkungen non-verbaler Kommunikation, Gründe für Berufsprestige, die Brauchbarkeit amerikanischer diagnostischer Verfahren und andere Fragestellungen untersucht. Einige dieser Untersuchungen führte Timaeus gemeinsam mit Helmut E. Lück durch (Timaeus und Lück 1969).

## Ehrung
Zu seiner Emeritierung an der Universität Essen 1996 erhielt Timaeus von Schülern und Kollegen eine Festschrift, herausgegeben von Reinhard Wegner (1998), die in vielfältiger Weise auf seine Arbeiten und Interessen Bezug nimmt.

## Nachlass
Der wissenschaftliche Nachlass von Ernst Timaeus befindet sich seit 2016 im Psychologiegeschichtlichen Forschungsarchiv der FernUniversität in Hagen.

## Festschrift
- Wegner, R. (Hrsg.). (1998). Beiträge zur Gewinnung und Anwendung psychologischer Erkenntnis. Festschrift für Ernst Timaeus. Essen: Akademie Verlags- und Druck-Gesellschaft. ISBN 3-89275-017-3

| Personendaten    | Personendaten        |
| ---------------- | -------------------- |
| NAME             | Timaeus, Ernst       |
| KURZBESCHREIBUNG | deutscher Psychologe |
| GEBURTSDATUM     | 26. September 1931   |
| GEBURTSORT       | Goslar               |
| STERBEDATUM      | 10. August 2007      |
| STERBEORT        | Essen                |